# 広西師範大学出版社
広西師範大学出版社（こうさいしはんだいがくしゅっぱんしゃ）は中華人民共和国広西チワン族自治区桂林市中華路22号にある出版社である。1986年11月18日に設立され、教科書と社会科学図書を中心に出版し、広西師範大学に隷属している。

## プロフィール
広西師範大学出版社が設立されてから19年で、出版図書数は6000種以上、総発行部数は5億冊以上に達する。2006年3月までに、広西師範大学出版社の資産総額は2億8400万元であり、そのうち中長期投資5840万元、固定資産6010万元、純資産額2億400万元、総従業員数は700人を超える。
広西師範大学出版社は雑誌出版業（定期発行「作文大王」「英語大王」「数学大王」「新営銷」「市民」「南方文壇」）、印刷所、大学書店、電子出版社の4つの下請け企業と5つの持ち株会社（北京、広州、南京、広西及び上海の5カ所の貝貝特出版顧問有限公司、2001年9月から2003年までの間に続々と成立）を持つ。2009年6月28日、広西師範大学出版社は広西師範大学出版社有限責任公司に改称され、広西師範大学出版社集団（英語：Guanxi Normal Univerrsity Press Group）が設立された。